# Itáliai tyúk

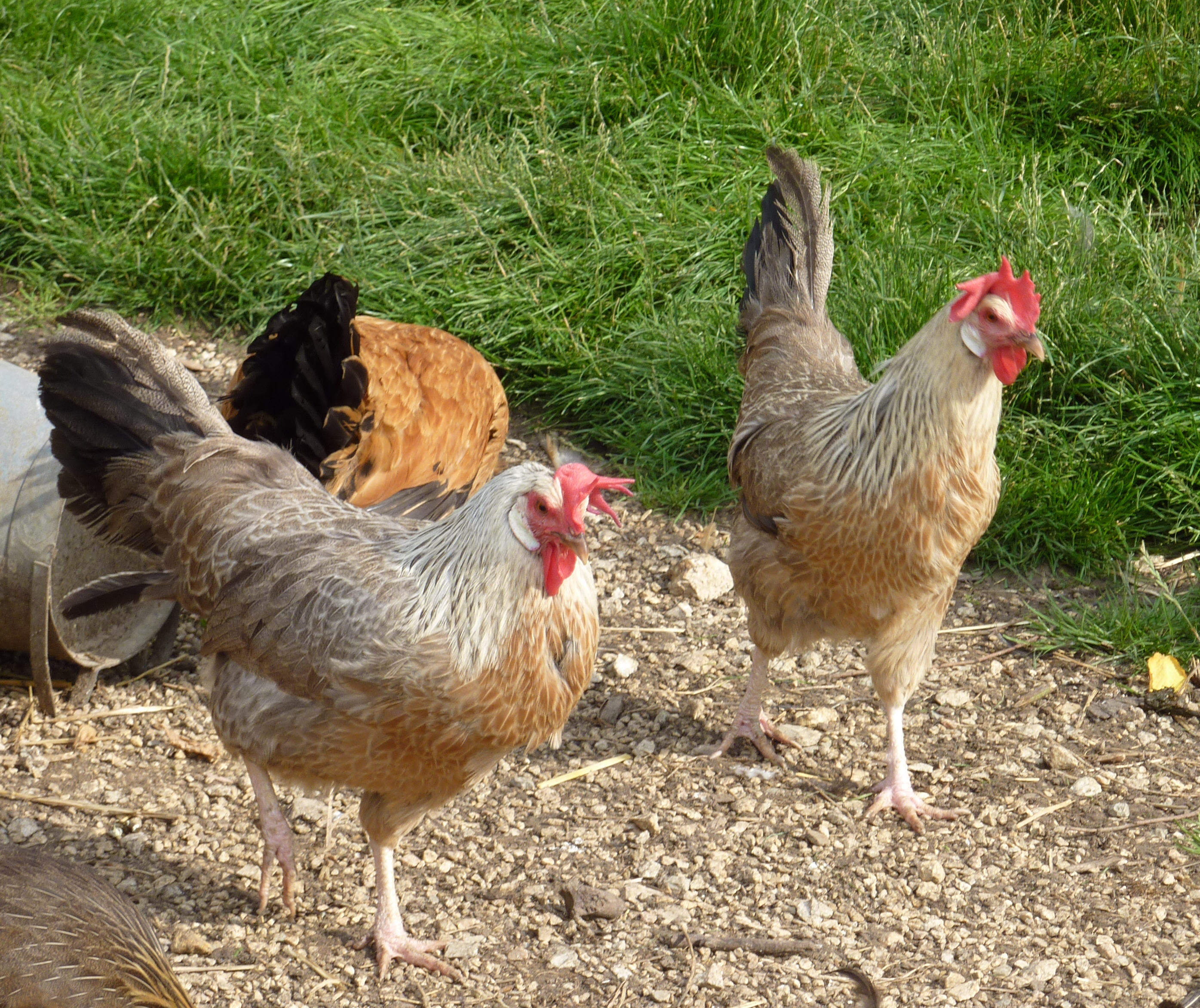
Itáliai

Az itáliai tyúk olaszországi tanyasi fajtáktól származó ellenálló parlagi tyúkfajta. Ellenálló képessége, alkalmazkodóképessége és élénk vérmérséklete miatt kedvelt a kisebb gazdaságokban és a hobbitenyésztők körében is.

## Eredete és története
Az itáliai tyúk az olaszországi tanyasi tyúkokból alakult ki, valószínűleg a Livorno (Leghorn) környékén. A 19. században terjedt el Európa más részein és Észak-Amerikában, ahol tovább nemesítették. Különösen az Egyesült Államokban vált népszerűvé, ahol a fehér változata a tojástermelés szinonimájává vált.
Fajtabélyegek és színváltozatok:
- Testalkat: Az itáliai tyúk közepes testű, karcsú, elegáns megjelenésű. Háta hosszú és széles, mellkasa telt.
- Fej: Feje közepes méretű, arca piros és tollmentes. Taraja egyszerű, fűrészes fogazatú, általában 4-5 foggal. A kakasok taraja egyenesen áll, míg a tyúkoké oldalra hajló.
- Színváltozatok: Számos színváltozata létezik, a legismertebbek az aranyfogoly, ezüstfogoly, fehér, fekete és a kendermagos.
- Csőr és láb: Csőre sárga vagy szarvszínű, lábai közepesen hosszúak és sárgák.

Tulajdonságok:
- Tojástermelés: Az itáliai tyúk kiemelkedően jó tojástermelő. Évente 200-280 fehér héjú tojást is képes tojni.
- Kotlási hajlam: Kotlási hajlama általában alacsony, ezért gyakran mesterséges keltetést alkalmaznak.
- Temperamentum: Élénk, mozgékony és kíváncsi természetű. Jól alkalmazkodik a különböző tartási körülményekhez.
- Húshasznosítás: Bár elsősorban tojástermelésre tartják, húsa is fogyasztható, bár nem tartozik a kifejezetten hústípusú fajták közé.

## Tartása
Az itáliai tyúk viszonylag igénytelen fajta, jól bírja a hideget és a meleget is. Szabad tartásban érzi magát a legjobban, ahol szabadon kapirgálhat és keresgélheti a táplálékát. Fontos számára a megfelelő méretű kifutó és a biztonságos ól, ahol éjszakázhat.

## Fajtabélyegek, színváltozatok
Háta és válla hosszú, széles, erős. Szárnya hosszú, erősen a testhez simuló. Farktollazat hosszú, telt, jól fejlett, széles tollakkal. Melltájéka széles, telt. Feje hosszúkás, de nem keskeny. Arca piros és tollmentes. Taraja szép, egyenesen tartott, vese alakú fűrésztaraj, 4-5 fogazattal. Léteznek rózsa típusú tarajjal rendelkező egyedek is. Toroklebenye kerekded, sovány. Füllebenye közepes nagyságú, ovális, fehér vagy krémszínű. Szemek nagyok, élénkek, vörösek. Csőre közepesen nagy, erős, gyengén hajlított, sárga vagy szarvszínű. Combok erősek. Csüd közepesen hosszú, finom csontozatú, sárga. Tollazata dús.
Színváltozatok: Aranyfogoly, ezüstfogoly, fogolyszínű, fehér, fekete, fekete-fehérpettyezett, sárga, sávozott, kendermagos, kék-fogolyszínű, kék-aranynyakú, gyöngyszürke-narancs, narancs, vörös nyerges, vörös, kék, fehér, fehér-fekete-sárga columbian, aranybarna-porcelánszínű, kék-fehérpettyezett, arany-feketepettyezett, arany-kékpettyezett, arany-fehérpettyezett, aranypikkelyes, fehér columbian, fekete columbian, sárga columbian. 

## Tulajdonságok
Erős, élénk, mozgékony, korán ivarérő fajta. Kotlási hajlama nagyon kicsi, mesterséges keltetés szükséges. Csibék mozgékonyak, vidámak, élénkek, könnyen nevelhetőek. Németországban, Magyarországon rendkívül népszerű, számos internetes oldalon megrendelhetőek tenyésztojások vagy napos csibék.
| Általános tulajdonságok: | Általános tulajdonságok:      |
| ------------------------ | ----------------------------- |
| Súlya                    | kakas 2,5–3 kg, tojó 2-2,5 kg |
| Gyűrűmérete              | kakas 18, tojó 16             |
| Tenyésztojás tömege      | 56 g                          |
| Tojáshéj színe           | fehér                         |
| Éves tojáshozama         | 200-280 db                    |